# جال (نيومكسيكو)
جال (بالإنجليزية: Jal, New Mexico)‏ هي مدينة تقع في الولايات المتحدة في مقاطعة ليا، نيومكسيكو.  يقدر عدد سكانها بـ 2,047 نسمة ومساحتها 12.5 كم2  وترتفع عن سطح البحر 936 متر.

## التركيبة السكانية
حدّد مكتب تعداد الولايات المتحدة بيانات التركيبة السكانية لجال في تعداد الولايات المتحدة. في ما يلي، التركيبة السكانية حسب تعدادي 2000 و2010.

### تعداد عام 2000
بلغ عدد سكان جال 1,996 نسمة بحسب تعداد عام 2000، وبلغ عدد الأسر 743 أسرة وعدد العائلات 560 عائلة مقيمة في المدينة. في حين سجلت الكثافة السكانية 159.8 نسمة لكل كيلومتر مربع (413.9/ميل2). وبلغ عدد الوحدات السكنية 957 وحدة بمتوسط كثافة قدره 76.6 لكل كيلومتر مربع (198.4/ميل2).
وتوزع التركيب العرقي للمدينة بنسبة 66.38% من البيض و0.60% من الأمريكيين الأفارقة و1.35% من الأمريكيين الأصليين و27.05% من الأعراق الأخرى و4.61% من عرقين مختلطين أو أكثر و42.03% من الهسبانيون أو اللاتينيون من أي عرق.
بلغ عدد الأسر 743 أسرة كانت نسبة 37.3% منها لديها أطفال تحت سن الثامنة عشر تعيش معهم، وبلغت نسبة الأزواج القاطنين مع بعضهم البعض 61.6% من أصل المجموع الكلي للأسر، ونسبة 8.7% من الأسر كان لديها معيلات من الإناث دون وجود شريك،  بينما كانت نسبة 5% من الأسر لديها معيلون من الذكور دون وجود شريكة وكانت نسبة 24.6% من غير العائلات. تألفت نسبة 23.3% من أصل جميع الأسر من عدة أفراد يعيشون في نفس المنزل ونسبة 13.3% كانت تتألف من شخص يعيش بمفرده يبلغ من العمر 65 عاماً أو أكثر. وبلغ متوسط حجم الأسرة المعيشية 2.69، أما متوسط حجم العائلات فبلغ 3.18.
بلغ العمر الوسطي للسكان 38.6 عاماً. وكانت نسبة 28.7% من القاطنين تحت سن الثامنة عشر، وكانت نسبة 8.3% بين الثامنة عشر والرابعة والعشرين عاماً، ونسبة 22.8% كانت واقعةً في الفئة العمرية ما بين الخامسة والعشرين والرابعة والأربعين عاماً، ونسبة 23.2% كانت ما بين الخامسة والأربعين والرابعة والستين، ونسبة 17% كانت ضمن فئة الخامسة والستين عاماً فما فوق. يوجد لكل 100 أنثى 91.2 ذكر، ويوجد لكل 100 أنثى في الثامنة عشر من عمرها فما فوق 90.5 ذكر.
بلغ متوسط دخل الأسرة في المدينة 30,848 دولارًا، أما متوسط دخل العائلة فبلغ 35,500 دولارًا. وكان متوسط دخل الذكور 32,125 دولارًا مقابل 21,250 دولارًا للإناث. وسجل دخل الفرد الخاص بالمدينة 14,354 دولارًا. وكانت نسبة 13.8% من العائلات ونسبة 17.9% من السكان تحت خط الفقر، وكان من هؤلاء نسبة 28% تحت سن الثامنة عشر ونسبة 10.7% في الخامسة والستين من العمر وما فوق.

### تعداد عام 2010
بلغ عدد سكان جال 2,047 نسمة بحسب تعداد عام 2010، وبلغ عدد الأسر 788 أسرة وعدد العائلات 587 عائلة مقيمة في المدينة. في حين سجلت الكثافة السكانية 163.9 نسمة لكل كيلومتر مربع (424.5/ميل2). وبلغ عدد الوحدات السكنية 1,009 وحدة بمتوسط كثافة قدره 80.8 لكل كيلومتر مربع (209.3/ميل2).
وتوزع التركيب العرقي للمدينة بنسبة 84.81% من البيض و0.83% من الأمريكيين الأفارقة و0.73% من الأمريكيين الأصليين و0.15% من الأمريكيين ذوي الأصول الآسيوية و11.82% من الأعراق الأخرى و1.66% من عرقين مختلطين أو أكثر و48.12% من الهسبانيون أو اللاتينيون من أي عرق.
بلغ عدد الأسر 788 أسرة كانت نسبة 34.1% منها لديها أطفال تحت سن الثامنة عشر تعيش معهم، وبلغت نسبة الأزواج القاطنين مع بعضهم البعض 56.5% من أصل المجموع الكلي للأسر، ونسبة 11.4% من الأسر كان لديها معيلات من الإناث دون وجود شريك،  بينما كانت نسبة 6.6% من الأسر لديها معيلون من الذكور دون وجود شريكة وكانت نسبة 25.5% من غير العائلات. تألفت نسبة 23.2% من أصل جميع الأسر من عدة أفراد يعيشون في نفس المنزل ونسبة 9.5% كانت تتألف من شخص يعيش بمفرده يبلغ من العمر 65 عاماً أو أكثر. وبلغ متوسط حجم الأسرة المعيشية 2.60، أما متوسط حجم العائلات فبلغ 3.04.
بلغ العمر الوسطي للسكان 38.2 عاماً. وكانت نسبة 26% من القاطنين تحت سن الثامنة عشر، وكانت نسبة 9.2% بين الثامنة عشر والرابعة والعشرين عاماً، ونسبة 22.5% كانت واقعةً في الفئة العمرية ما بين الخامسة والعشرين والرابعة والأربعين عاماً، ونسبة 25.3% كانت ما بين الخامسة والأربعين والرابعة والستين، ونسبة 16.9% كانت ضمن فئة الخامسة والستين عاماً فما فوق. وتوزع التركيب الجنسي للسكان بنسبة 49.9% ذكور و50.1% إناث.